# Raúl Díaz Arce
Raúl Díaz Arce (1 de febrer, 1970 a San Miguel, El Salvador) és un exfutbolista salvadorenc.

## Carrera esportiva
Diaz Arce començà a jugar amb el Dragon, de la segona divisió salvadorenca, entre 1988 i 1991, on fou el màxim golejador la temporada 1991/92 amb 21 gols. Fitxà, aleshores, pel CD Luis Angel Firpo de la primera divisió, on jugà entre 1991 i 1996. En aquest club fou màxim golejador tres cops consecutius, en el període 1993-1996, amb 24, 21 i 25 gols respectivament. Aquests èxits el portaren a ingressar a la Major League Soccer, a la temporada inaugural de la competició el 1996, fitxant pel D.C. United.
Ja en la seva primera temporada es mostrà com un gran golejador, marcant 23 gols i classificant-se segon màxim golejador per darrere de Roy Lassiter. Al club guanyà la MLS Cup els anys 1996 i 1997. Posteriorment jugà als clubs New England Revolution, San Jose Clash i Tampa Bay Mutiny, retornant el 2000 al D.C. Acabà la seva trajectòria a la MLS al Colorado Rapids. Diaz Arce deixà la MLS com a segon màxim golejador amb 82 gols, tot just darrere de Roy Lassiter. Acabà la seva carrera com a jugador als clubs CD Águila d'El Salvador, Charleston Battery de la A-League i Puerto Rico Islanders.
Fou internacional amb la selecció del Salvador, de la que es retirà com a segon màxim golejador, per darrere de Mágico González, amb 39 gols en 55 partits. Posteriorment esdevingué seleccionador dels Estats Units sots 17.